# Olia Burtaev
Olga „Olia“ Burtaev (* 18. Juni 1995 in Brisbane, Queensland) ist eine ehemalige australische Synchronschwimmerin, die an den Olympischen Sommerspielen 2012 in London teilnahm.

## Karriere

### Olympische Spiele
Olia Burtaev gehörte im Jahr 2012 in London bei den Olympischen Sommerspielen 2012 zum australischen Aufgebot im Mannschaftswettkampf. Zusammen mit ihren Mannschaftskameradinnen Bianca Hammett, Sarah Bombell, Eloise Amberger, Jenny-Lyn Anderson, Tamika Domrow, Tarren Otte, Frankie Owen und Samantha Reid absolvierte sie den olympischen Mannschaftswettkampf am 10. August 2012 im London Aquatics Centre und belegte den 8. Platz von acht teilnehmenden Mannschaften mit einer Gesamtwertung von 154,930 Punkten.

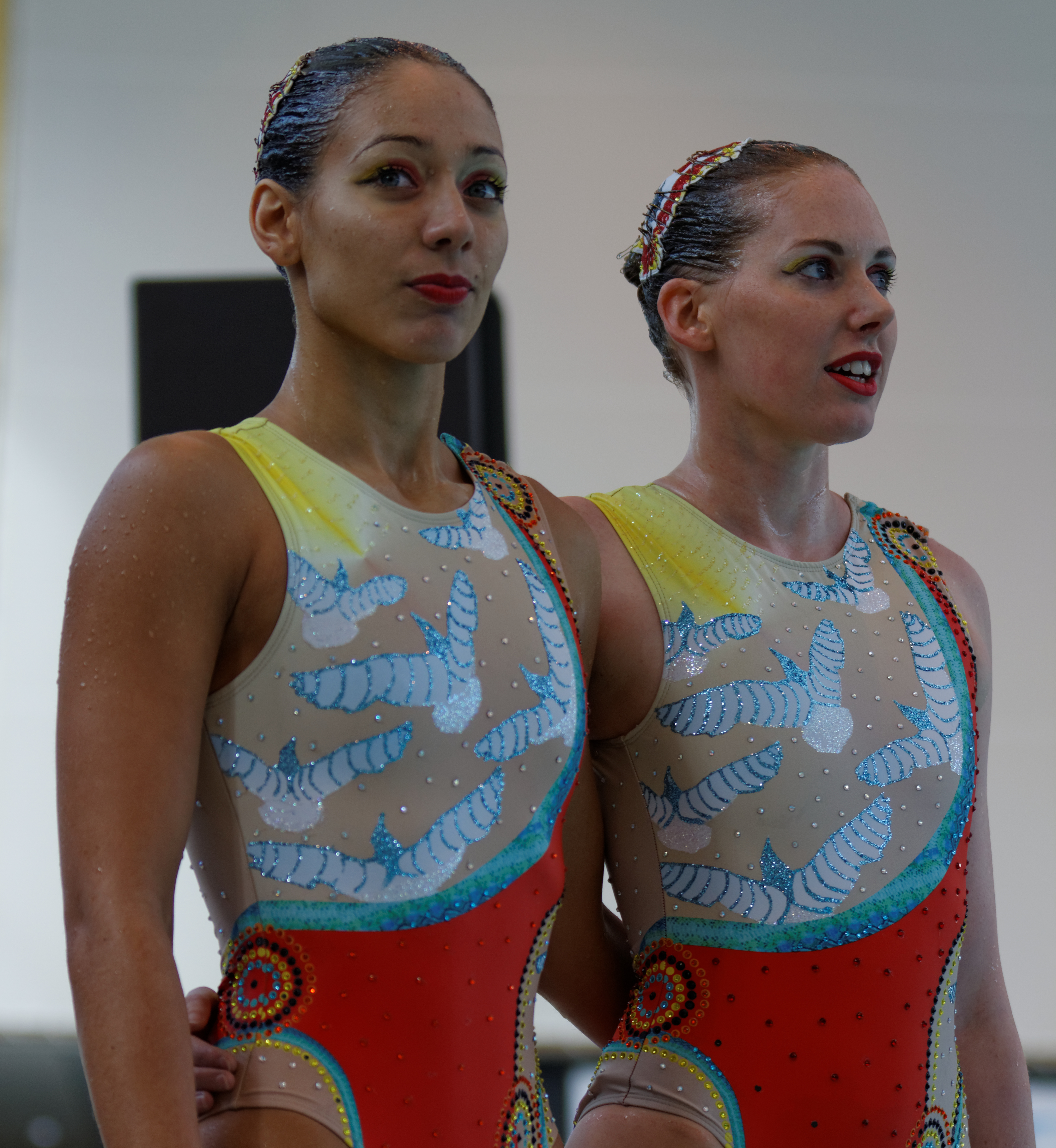
Olia Burtaev zusammen mit Bianca Hammett am 15. März 2013 in Montreuil